# Нуле
Ну̀ле (на италиански и на сардински: Nule) е село и община в Южна Италия, провинция Сасари, автономен регион и остров Сардиния. Разположено е на 650 m надморска височина. Населението на общината е 1443 души (към 2010 г.).